# Journal of Human Rights
O Journal of Human Rights é um periódico totalmente revisado por pares e é publicado trimestralmente; serve como uma arena interdisciplinar para a discussão pública e análise acadêmica dos direitos humanos.
O jornal procura ampliar o estudo dos direitos humanos, promovendo o reexame crítico das abordagens existentes dos direitos humanos, bem como desenvolvendo novas perspectivas sobre a teoria e a prática dos direitos humanos. A revista visa atender a um crescente interesse global no estudo e prática dos direitos humanos, servindo como uma arena para a discussão pública e análise acadêmica dos direitos humanos, amplamente concebidos.